# Lina Sandell
Carolina (Lina) Wilhelmina Sandell, gift Berg, född 3 oktober 1832 i Fröderyds församling, Jönköpings län, död 27 juli 1903 i Klara församling, Stockholms stad, var en svensk poet, teolog, författare och psalmist. Hon är upphovsperson till några av de mest kända och sjungna svenska psalmerna, bland andra Blott en dag och Tryggare kan ingen vara. Sandells lågkyrkliga teologi kom även att ha ett inflytande på svensk kristenhet från 1800-talet och framåt. 
Sandell var dotter till prosten och topografen Jonas Sandell. Lina Sandell skrev oftast under signaturen L.S. och hennes namn anges omväxlande med flicknamn, endast makens efternamn eller båda dessa i växlande kombination. Som gift skrev hon alltid sitt namn som Lina Berg, dubbelt efternamn använde hon aldrig själv.

## Biografi

### Tidiga år
Lina Sandell fick sin utbildning av fadern i hemmet, och introducerades redan i åtta–nio års ålder för främmande språk. Hon var sjuklig som barn och vid tio års ålder drabbades hon av en nervfeber, som gjorde henne delvis förlamad.
Lina Sandell blev allt sämre, i juli 1843 föll hon i dvala och alla trodde att hon skulle dö. Hon återhämtade sig dock. 17 november 1844 skall hon ha slagit upp den bibeltext som fadern samtidigt predikade i kyrkan, som handlade om att Jairos dotter uppväcks från de döda och vid läsandet av texten hört Guds röst säga henne: Är du beredd? Lina skall ha svarat Herre jag tror, hjälp min otro!. I samma stund fick hon kraft att resa sig ur sängen. Då familjen återkom från kyrkan stod hon påklädd i dörren och mötte dem.
Därefter firade Lina Sandell 17 november som en särskild högtidsdag. Även om hon kom att förbli svag och bräcklig återhämtade hon sig alltmer. Hon kom tidigt att intressera sig för poesi, dikten Den gamla asken skrev hon redan som 14-åring.

### Diktande och vuxna liv
Redan 1852 hade hon skrivit över 100 dikter. 1853 utgav hon sin första diktsamling Andeliga Vårblommor. Året därpå vann hon andra pris Evangeliska Traktatsällskapets novellpristävling med Si, dörren är öppen, vilken utgavs i bokform och såldes i över 60 000 exemplar. Flera av hennes dikter publicerades i Budbäraren under signaturen L S. Tidningens redaktör Bernhard Wadström blev tidigt en av Lina Sandells uppbackare och ett viktigt stöd under resten av hennes liv.
Lina Sandells liv var fyllt av tragedier. Hennes far drunknade i Vättern under en gemensam sjöresa 24 juli 1858, då hon var 26 år. Två år senare avled hennes mor.
Hon gifte sig 1867 med den sju år yngre köpmannen och riksdagsledamoten Oscar Berg (1839–1903) och de flyttade till Stockholm. Deras enda barn dog vid födseln. Lina Sandell var redaktör vid makens bokförlag i Stockholm. Hon författade texter framför allt för söndagsskolornas bruk. Hon utgav Berättelser för söndagsskolan (1870–1874), Samlade sånger (3 band, 1882–1892), kalendern Korsblomman (1865–1902), en mängd översättningar, med mera.
Från 1889 var hon redaktör för Evangeliska fosterlandsstiftelsens uppbyggelsetidskrift Barnens vän. Hon skrev över 1700 dikter, bland andra Tryggare kan ingen vara, Blott en dag, Bred dina vida vingar samt Jag kan icke räkna dem alla. 
Lina Sandell skrev även väckelsesånger. En bland många är Deruppe ingen död skall vara mer känd som sången om "Lilla Svarta Sara". 
En av hennes mer betydelsefulla arbetsuppgifter var att redigera Evangeliska Fosterlandsstiftelsens årskalender Korsblomman, vilken hon redigerade under 37 år, från 1866 till 1902. Kalendern hade ett omväxlande innehåll, med bland annat sånger, dikter, berättelser och biografier.

### Sista tid
År 1892 insjuknade hon i tyfoidfeber. Lina Sandell fick mot slutet av sitt liv en demens, som tog ifrån henne det språk hon under sitt aktiva liv försörjt sig på. Hon hade under de sista åren av sitt liv svårt att tala.
Lina Sandell avled 1903. Begravningen ägde rum i Solna kyrka den 31 juli samma år. Omkring ett tusen personer hade kommit till begravningen, men bara ett mindre antal av dem fick plats i kyrkan. En kör sjöng hennes sång Jag är en gäst och främling. Ute vid graven sjöng kören Tryggare kan ingen vara och alla församlade stämde med en mun in i sången. 
På hennes gravsten på Solna kyrkogård i Stockholm står hennes egna ord "Tryggare kan ingen vara än Guds lilla barnaskara". Maken Oscar Berg avled på grund av komplikationer orsakade av diabetes, i oktober samma år som hustrun.

## Betydelse och eftermäle
Sandell finns representerad med 15 originalverk i 1986 års psalmbok, inklusive Verbums psalmbokstillägg 2003 (nr 45, 81, 100, 184, 190, 196, 207, 248, 249, 250, 260, 276, 279, 322, 722).
Därtill finns hon representerad i bland annat EFS-tillägget 1986, Lova Herren 1988.  I Lova Herren är hon representerad med 179 psalmtexter, i huvudsak egna produktioner, samt en bordsbön. I Herde-Rösten 1892 finns 9 psalmer signerade av henne. I Svensk söndagsskolsångbok 1908 är Sandell rikligt representerad. Likaså i Svenska Missionsförbundets sångbok 1920 ("SMF") tog man med 78 originaltexter och elva översatta texter av henne. I Sionstoner 1889 är hon rikligt representerad i både den första och andra samlingen. Fem psalmer av Sandell står även att finna i Katolska kyrkans gudstjänstbok Cecilia från 2013.

### I Finland

#### På svenska i Finland
Genom språkgemenskapen men också tack vare de starka kontakterna mellan väckelserna i Sverige och Finland sjungs hennes sånger också i Finland. Orden kan variera något från den version som används i Sverige. 
I den svenska psalmboken i Finland finns hon representerad med åtta originaltexter (nr 202, 275, 391, 397,  440, 510, 524) och två översättningar (nr 305, 324).

#### I finsk översättning
Hon finns också representerad i den finska psalmboken med sex psalmer (nr. 338 Blott en dag, 397 Tryggare kan ingen vara, 411 Har du mod att följa Jesus, 461 Ljus och mörker lofve Herren, 547 Herrens nåd är var morgon ny, 552 Bred dina vida vingar.

### Övrigt
Tåget Y31 1404 som trafikerar Krösatågen i Småland och Halland, och rör sig på järnvägarna Jönköping–Växjö, Nässjö–Halmstad och Jönköping–Tranås, har fått namnet Lina Sandell.
I hennes barndomshem, Fröderyds prästgård, finns i dag ett litet museum, Lina Sandellgården. I dess trädgård, under den trehundraåriga asken där hon satt när hon skrev sina alster, finns Axel Wallenbergs staty av Lina Sandell. Den restes 1953, vid femtioårsminnet av hennes bortgång.
I Fruängen i sydvästra Stockholm, finns en gata som har namnet Lina Sandells plan.

## Psalmer av Lina Sandell

### A–D
- Ack Herre Jesus, var oss nära (Sionstoner 1889 nr 103)
- Ack, kände du, Herre, den darrande hand (Sionstoner 1889 nr 152)
- Ack salig, ack salig den själen, som tror (Sionstoner 1889 nr 196) Finns på Wikisource.
- Aldrig är jag utan fara (Sionstoner 1889 nr 243)
- Alla Herrens vägar äro godhet, sanning, trofasthet (Sionstoner 1889 nr 261  Svensk söndagsskolsångbok 1908 nr 215, SMF nr 322 och Frälsningsarméns sångbok 1990 nr 530) Finns på Wikisource.
- Amen sjunge var tunga! (Metodistkyrkans psalmbok 1896 nr 493, SMF nr 779 under rubriken "Slutsånger.". Psalm och Sång 1929/31 nr 280. Översättning från danskan av Niels Brorsons text) Finns på Wikisource.
- Bergen må vika och högarna falla (Metodistkyrkans psalmbok 1896 nr 216, Svensk söndagsskolsångbok 1908 nr 196 och Sionstoner 1889 nr 671) Finns på Wikisource.
- Bevara mitt hjärta, o Herre (Sionstoner 1889 nr 202)
- Bida blott, bida blott (Sionstoner 1889 nr 326, Psalm och Sång 1929/31 nr 234) Finns på Wikisource.
- Bliv i Jesus, vill du bära frukt (Sionstoner 1889 nr 236) Finns på Wikisource.
- Blott en dag (Sionstoner 1889 nr 249) Finns på Wikisource.
- Blyges du för Herren Jesus (Pilgrimssånger 1859, Sionstoner 1889 nr 266, och Svensk söndagsskolsångbok 1908 nr 180) Finns på Wikisource.
- Bor Kristus genom tron uti mitt hjärta (Pilgrimssånger 1859, Sionstoner 1889 nr 667 och SMF nr 330) Finns på Wikisource.
- Bred dina vida vingar (Sionstoner 1889 nr 391, Psalm och Sång 1929/31 nr 265) Finns på Wikisource.
- De fly, våra år (Svensk söndagsskolsångbok 1908 nr 280, SMF nr 704 och Lova Herren 1988 nr 128. Diktad 1882) Finns på Wikisource.
- Den gröna jord är ung på nytt Översättning från engelska. (Sionstoner 1889 nr 756) Finns på Wikisource.
- Den port är trång och smal den stig (Pilgrimssånger 1859, Sionstoner 1889 nr 138, Metodistkyrkans psalmbok 1896 nr 230 och Svensk söndagsskolsångbok 1908 nr 118) Finns på Wikisource.
- Den Sonen haver, Han haver livet (Sionstoner 1889 nr 647). Översättning. En annan översättning finns av Erik Nyström.  Finns på Wikisource.
- Deruppe ingen död skall vara (Sångbok för Söndagsskolan 1962 nr 228) Finns på Wikisource.
- Det blir något i himlen (Fridsbasunen, Herde-Rösten 1892 nr 159 och Svensk söndagsskolsångbok 1908 nr 339) Finns på Wikisource.
- Det dyra namnet Jesus (Sionstoner 1889 nr 64 , Metodistkyrkans psalmbok 1896 nr 207, SMF nr 106 och Lova Herren 1988 nr 36. Diktad 1877) Finns på Wikisource.
- Det givs en tid för andra tider (Sionstoner 1889 nr 636) Finns på Wikisource.
- Dig, Herre Gud, är ingen (Pilgrimssånger 1859, Sionstoner 1889 nr 18) Finns på Wikisource.
- Ditt ord, o Jesus, skall bestå (Sionstoner 1889 nr 303 och Metodistkyrkans psalmbok 1896 nr 426) Finns på Wikisource.
- Ditt rike, Kristus, skall bestå (Psalm och Sång 1929/31 nr 146) Finns på Wikisource.
- Du bjuder mig så huld, o Jesus kär (Sionstoner 1889 nr 111)
- Du sanna vinträd, Jesus kär (Svensk söndagsskolsångbok 1908 nr 135 och SMF nr 68)
- Du sanna vinträd, låt mig få (Pilgrimssånger 1859, nr 378  i Hemlandsånger, 1892 och nr 436 i Nya Pilgrimssånger, 1892.) Finns på Wikisource.
- Du, som din skatt på jorden eger (Herde-Rösten 1892 nr 260 med titeln Hvad har du i himmelen?)
- Du ömma fadershjärta (Pilgrimssånger 1859, Sionstoner 1889 nr 663) Finns på Wikisource.

### E–H
- En korsfäst konung höves (Sionstoner 1889 nr 252)
- En liten stund med Jesus (Sionstoner 1889 nr 216,  Nya Pilgrims-Sånger 1892 nr 330, Svensk söndagsskolsångbok 1908 nr 302, SMF nr 351, 1986 års psalmbok nr 207 och i Psalm och Sång 1929/31 nr 232. Översatt 1879) Finns på Wikisource.
- En liten tid, Af qwal och strid (Hemlandssånger 1891 nr 458,  Pilgrimssånger 1859,) Finns på Wikisource.
- Fattig men dock rik (Pilgrimssånger 1859,Sionstoner 1889 nr 194)
- Framåt i Jesu namn (Sionstoner 1889 nr 272 och Svensk söndagsskolsångbok 1908 nr 304)
- Från när och fjärran höra vi (Sionstoner 1889 nr 96)
- För intet, för intet jag undfått Guds nåd (Sionstoner 1889 nr 154)
- Förbi är ljuvlig sommar och vinter (Svensk söndagsskolsångbok 1908 nr 285)
- Förrän vår sammankomst är slut (Sionstoner 1889 nr 792) Finns på Wikisource.
- Ge oss än en stund av nåd (SMF nr 536. Verbums psalmbokstillägg 2003 nr 722. Ursprungligen Giv oss än en nådestund. Skriven 1877, senare lätt bearbetad) Finns på Wikisource.
- Giv oss den frid (Sionstoner 1889 nr 719)
- Giv din ungdomsdag åt Jesus (Sionstoner 1889 nr 768, Svensk söndagsskolsångbok 1908 nr 120, SMF nr 578. Bearbetad medeltidssång) Finns på Wikisource.
- Giv mig den frid som du, o Jesus, giver (Svensk söndagsskolsångbok 1908 nr 792  Svensk söndagsskolsångbok 1908 nr 308, SMF nr 779 Översatt text till svenska) Finns på Wikisource.
- Giv oss en pingstdag (Sionstoner 1889 nr 93)
- Giv oss än en nådestund (Svensk Söndagsskolsångbok 1908 nr 101, Sionstoner 1889 nr 104) se ovan Ge oss än en stund av nåd) Finns på Wikisource.
- Gud har bestämt envar, som tror (SMF nr 300, Psalm och Sång 1929/31 nr 192)
- Guds rikes sommar (Sionstoner nr 308)
- Göm mig, Jesus, vid ditt hjärta (SMF nr 401 v. 3. De bägge andra verserna av Eric Bergquist) Finns på Wikisource.
- Gör det lilla du kan (Svensk Söndagsskolsångbok 1908 nr 299, Sionstoner 1889 nr 269, SMF nr 561, Psalm och Sång 1929/31 nr 155) Finns på Wikisource.
- Har du frid? o själ besinna (Sionstoner 1889 nr 122 och 1935 nr 293)
- Har du mod att följa Jesus (Pilgrimssånger 1859, Herde-Rösten 1892 nr 328, Sionstoner 1889 nr 124, SMF nr 195) Finns på Wikisource.
- Har du till Jesus kommit (Svensk Söndagsskolsångbok 1908 nr 176, Sionstoner 1889 nr 270)
- Har jag dig, o Jesus, blott (Sionstoner 1889 nr 246)
- Hav tack, du käre Herre (Sionstoner 1889 nr 393, SMF nr 360, översatt engelsk originaltext författad av signaturen D. D.) Finns på Wikisource.
- Hela vägen vill han vara 1889 (Sionstoner 1889 nr 330, Lova Herren nr 142)
- Helge Ande ljuva Pilgrimssånger 1859, (Metodistkyrkans psalmbok 1896 nr 170 och Sionstoner 1889 nr 605)
- Hemma, hemma få vi vila (Svensk Söndagsskolsångbok 1908 nr 307, Sionstoner 1899 nr 349, SMF nr 455)
- Herre, du som allting leder (Svensk Söndagsskolsångbok 1908 nr 146)
- Herre, för allt gott du ger (Sionstoner 1889 nr 211)
- Herre, fördölj ej ditt ansikte för mig (Sionstoner 1889 nr 323, SMF 1920 nr 386) Finns på Wikisource.
- Herre, gör mig stilla (Svensk Söndagsskolsångbok 1908 nr 142, Sionstoner 1889 nr 267)
- Herre jag beder (Svensk Söndagsskolsångbok 1908 nr 144, Sionstoner nr 150, SMF nr 568) Finns på Wikisource.
- Herre, låt ingenting binda de vingar (Sionstoner 1889 nr 626, Svensk söndagsskolsångbok nr 141, SMF nr 373, Psalm och Sång 1929/31 nr 224)
- Herre, med kraft ifrån höjden bekläd mig (1986 nr 276, Psalm och Sång 1929/31 nr 225) skriven 1859 Finns på Wikisource.
- Herre, mitt hjärta längtar (Pilgrimssånger 1859, Metodistkyrkans psalmbok 1896 nr 306 och Svensk Söndagsskolsångbok 1908 nr 145, Sionstoner 1889 nr 225, SMF nr 382) Finns på Wikisource.
- Herre, samla oss nu alla ( Sionstoner 1889 nr 243, SMF nr 532, Svensk Söndagsskolsångbok 1908 nr 100, 1986 nr 81, Psalm och Sång 1929/31 nr 9) skriven 1872) Finns på Wikisource.
- Herre, se du i nåd (Sionstoner 1899 nr 293)
- Herre, tänk på alla sjuka (Sionstoner 1908 nr 787)
- Herrens nåd är var morgon ny (Svensk Söndagsskolsångbok 1908 nr 267, Sionstoner 1889 nr 260, SMF nr 664, EFS-tillägget nr 745, Psalm och Sång 1929/31 nr 259) skriven, eller tryckt, 1874) Finns på Wikisource.
- Himlens fåglar hava sina nästen (SMF nr 290)
- Hjälplös i mig själv (SMF nr 379)
- Hjälp mig, o Jesus, att gömma de orden (SMF nr 320 v. 3, v. 1–2 Bergen, de fasta av Joël Blomqvist)
- Hos Gud är idel glädje (Ahnfelts sånger, Svensk Söndagsskolsångbok 1908 nr 301, Sionstoner 1889 nr 375, SMF nr 349, EFS-tillägget nr 799, Psalm och Sång 1929/31 nr 235. Översättning av Johan Nordahl Bruns text från 1872) Finns på Wikisource.
- Hur saligt att få vila (Sionstoner 1889 nr 183)
- Hur än de skiftar mina år på jorden 1873 (Lova Herren nr 139)
- Här komma vi nu åter på dina egna ord (Sionstoner 1889 nr 625)
- Här samlas vi omkring ditt ord (Svensk Söndagsskolsångbok 1908 nr 99, Sionstoner 1889 nr 107) Finns på Wikisource.
- Högt i världen må det höras (Sionstoner 1889 nr 428)

### I–L
- I den ljusa morgonstunden (SMF nr 575) Finns på Wikisource.
- I den sena midnattsstunden (SMF nr 199. Översatt den engelska texten av A. C. Coxe till svenska)
- I den stilla aftonstund diktad 1866
- I ditt dyra namn, o Jesus (SMF nr 699)
- I Galileens sköna bygd (Svensk Söndagsskolsångbok 1908 nr 40)
- I livets vår hur skönt att få (Svensk Söndagsskolsångbok 1908 nr 172, Sionstoner 1889 nr 144, SMF nr 584) Finns på Wikisource.
- Jag behöver dig, o Jesus, ty jag har blott synd i mig (Sionstoner 1889 nr 148) Finns på Wikisource.
- Jag drömde om lycka (Sionstoner 1889 nr 147)
- Jag har en krona att förlora (Sionstoner 1889 nr 237)
- Jag har en vän  (Sionstoner 1889 nr 665, SMF nr 261)
- Jag har en trofast Fader (Sionstoner 1889 nr 13)
- Jag kan icke räkna dem alla (Svensk Söndagsskolsångbok 1908 nr 6, SMF nr 27, 1986 nr 260, Psalm och Sång 1929/31 nr 26. Skriven 1883) Finns på Wikisource.
- Jag kastar det allt på Jesus (Sionstoner 1889 nr 231)
- Jag sökte ro i världen (Sionstoner 1889 nr 146)
- Jag vet en källa (SMF nr 345)
- Jag vet ett namn så dyrt och kärt (Metodistkyrkans psalmbok 1896 nr 311, Svensk Söndagsskolsångbok 1908 nr 37, Sionstoner 1889 nr 66, SMF nr 103, Lova Herren nr 33. Översatte 1862 Frederik Whitfields text från 1855 till svenska) Finns på Wikisource.
- Jag vet icke, vad mig skall möta 1872 (Sionstoner 1889 nr 404, Lova Herren nr 138)
- Jag vill sjunga en sång (Svensk Söndagsskolsångbok 1908 nr 257, Sionstoner 1889 nr 364, SMF nr 755, översatt Ellen Gates engelska text) Finns på Wikisource.
- Jag älskar dig, Jesus (Segertoner 1988 nr 355)  Finns på Wikisource.
- Jag är ej hemma här (Sionstoner 1889 nr 318)
- Jag är ej mer min egen (Svensk Söndagsskolsångbok 1908 nr 188, Sionstoner 1889 nr 209) Finns på Wikisource.
- Jag är en gäst och främling (Herde-Rösten 1892 nr 242, Metodistkyrkans psalmbok 1896 nr 482,  Sionstoner 1889 nr 311, SMF nr 424, 1986 nr 322, Psalm och Sång 1929/31 nr 236, skriven, eller tryckt, 1868) Finns på Wikisource.
- Jag är en pilgrim här (Metodistkyrkans psalmbok 1896 nr 485, Svensk Söndagsskolsångbok 1908 nr 256, Sionstoner 1889 nr 313, SMF nr 439, Psalm och Sång 1929/31 nr 23. Översättning från engelska av Th. R. Taylors text) Finns på Wikisource.
- Jerusalem, Jerusalem, som ovantill är byggt (SMF nr 425)
- Jesus, du mitt fasta slott (Sionstoner 1889 nr 160)
- Jesus, du mitt hjärtas längtan (Sionstoner 1889 nr 177) Finns på Wikisource.
- Jesus för världen givit sitt liv (Metodistkyrkans psalmbok 1896 nr 133, Svensk Söndagsskolsångbok 1908 nr 166, Sionstoner 1889 nr 41, Psalm och Sång 1929/31 nr 57) (1986 nr 45, Lova Herren nr 51) skriven 1888) Finns på Wikisource.
- Jesus, gör mig liten, ringa (Svensk Söndagsskolsångbok 1908 nr 138, Sionstoner 1889 nr 245) Finns på Wikisource.
- Jesus, hjälp mig vandra (Svensk Söndagsskolsångbok 1908 nr 178, Sionstoner 1889 nr 235)
- Jesus, håll mig blott vid ordet (SMF nr 182)
- Jesus kär, var mig när (Svensk Söndagsskolsångbok 1908 nr 266, Sionstoner 1889 nr 203, 1986 nr 184, Psalm och Sång 1929/31 nr 274, skriven 1889) Finns på Wikisource.
- Jesus, livets källa (Sionstoner 1889 nr 77)
- Jesus, låt din rädda duva (Herde-Rösten 1892 nr 312, Sionstoner 1889 nr 312, SMF nr 380)
- Jesus, som farit dit upp till Guds himmel (Svensk Söndagsskolsångbok 1908 nr 59, Sionstoner 1889 nr 48)
- Jesus, öppna du vårt öra (Sionstoner 1889 nr 106) Finns på Wikisource.
- Julen nu åter är inne (1888), Sionstoner 1889 nr 28, Lova Herren nr 116)
- Kan du giva ditt hjärta för tidigt åt Gud (Svensk Söndagsskolsångbok 1908 nr 121, Sionstoner 1889 nr 772, SMF nr 574) Finns på Wikisource.
- Kom i din ungdoms dagar (SMF nr 582) Finns på Wikisource.
- Kom till Jesus, du, som går (Sionstoner 1889 nr 136)
- Lever du det nya livet (Herde-Rösten 1892 nr 168, Metodistkyrkans psalmbok 1896 nr 235, Sionstoner 1889 nr 646 och SMF nr 237)
- Lev för Jesus, intet annat (Metodistkyrkans psalmbok 1896 nr 262, Svensk Söndagsskolsångbok 1908 nr 181, Sionstoner 1889 nr 707, SMF nr 572, 1986 nr 279, Psalm och Sång 1929/31 nr 153 skriven 1873) Finns på Wikisource.
- Lilla Emma satt och grät (Wadströms Andeliga sånger 1859, Sandells Sånger för barn 1861).
- Låt ditt ansikte gå för oss (1866, Sionstoner 1889 nr 405, Lova Herren nr 137)
- Låt mig börja med dig (Svensk Söndagsskolsångbok 1908 nr 279, SMF nr 703, 1986 nr 196, Lova Herren nr 130 skriven 1875) Finns på Wikisource.
- Låtom oss sjunga, sjunga om (Svensk Söndagsskolsångbok 1908 nr 154, Sionstoner 1889 nr 2, SMF nr 410)

### M–P
- Medan allting ler och blommar (SMF nr 576) Finns på Wikisource.
- Min brudgum så kär (Sionstoner 1912 nr 72)
- Min enda fromhet inför Gud (Sionstoner 1912 nr 163)
- Min omsorg, Herre, vare den  1866 (Sionstoner 1908 nr 673, SMF nr 39, Lova Herren nr 27) Finns på Wikisource.
- Min sång skall bli om Jesus (FA nr 509) översatt 1878) Finns på Wikisource.
- Mitt hjärta gör mig ständigt ve (Sionstoner 1912 nr 198)
- Mäktig är Herren (Svensk Söndagsskolsångbok 1908 nr 4, Sionstoner 1912 nr 6) Finns på Wikisource.
- Natt och mörker ha försvunnit (Sionstoner 1908 nr 593)
- Nu låter jag sorgen fara (Sionstoner 1912 nr 247)
- Nu vill jag sjunga om modersvingen (Sionstoner 1908 nr 67, Modersvingen, Lova Herren nr 538)
- Nu är det pingst (SMF nr 158)
- När mitt hjärta fruktar sig (Sionstoner 1908 nr 608, SMF nr 166)
- När dagens hetta svalkas (Sionstoner 1912 nr 389)
- När ett vänligt solsken sprider (SMF nr 72) Finns på Wikisource.
- När hela jorden sover (Sionstoner 1912 nr 392)
- När mitt hjärta fruktar sig (1872, Lova Herren nr 82)
- Närmare, o Jesus Krist till dig (Sionstoner 1889  nr 337, Herde-Rösten 1892 nr 448, Metodistkyrkans psalmbok 1896 nr 275, SMF nr 376 och Psalm och Sång 1929/31 nr 206)
- O att den elden redan brunne (Svensk Söndagsskolsångbok 1908 nr 63, Sionstoner 1912 nr 95, SMF nr 165, Lova Herren nr 83, i Psalm och Sång 1929/31 nr 72. Översatte 1861 George Friedrich Fickerts text från 1812) Finns på Wikisource.
- O du ärans konung (1864, Sionstoner 1912 nr 418, SMF nr 49, Lova Herren nr 94). Troligen en bearbetad text av Joachim Neander från 1680) Finns på Wikisource.
- O, Herre, Herre, led du varje steg (Sionstoner 1912 nr 262)
- O Herre, låt din Andes vindar blåsa (SMF nr 196)
- O Herre, när hjälplös i vaggan jag låg (Svensk Söndagsskolsångbok 1908 nr 86, Sionstoner1908 nr 621) Finns på Wikisource.
- O Herre, över allting stor
- O, hur kärleksfull, hur vänlig (Svensk Söndagsskolsångbok 1908 nr 185, Sionstoner 1912 nr 276, SMF nr 287) Finns på Wikisource.
- O, jag längtar min Gud, till dig (Sionstoner 1912 nr 320)
- O Jesus, ditt namn är ett fäste i nöden (1858, Sionstoner 1908 nr 598, SMF nr 105, Lova Herren nr 34)
- O Jesus, ditt namn är min borg och mitt fäste (1859, Metodistkyrkans psalmbok 1896  nr 205, Sionstoner 1912 nr 68, Lova Herren nr 41)
- O Jesus, i ditt dyra namn vi börja (1865, Sionstoner 19098 nr 757, Lova Herren nr 136)
- O Jesus kär, Min salighetsklippa (1858, Svensk Söndagsskolsångbok 1908 nr 213, Sionstoner 1912 nr 69, SMF nr 375)
- O Jesus kär, Mitt liv du är (Sionstoner 1912 nr 70)
- O Jesus, när jag tänker på (Svensk Söndagsskolsångbok 1908 nr 237)
- O Jesus, sköt du min om min själ (Sionstoner 1908 nr 696, översättning från danskan)
- O Jesus, tag vård om min tunga (Svensk Söndagsskolsångbok 1908 nr 143, Sionstoner 1912 nr 271, SMF nr 294)
- O, låtom oss av hjärtat nu lova Gud med fröjd (Sionstoner 1912 nr 422)
- O min Jesu, vilken kärlek (1879, Lova Herren nr 66)
- O, må Jesussången klinga (Sionstoner 1912 nr 3)
- O må vi Herrens godhet högt beprisa (1889, Sionstoner 1912 nr 7, Lova Herren nr 19)
- O, sök ej hjälp hos andra (Svensk Söndagsskolsångbok 1908 nr 201, Sionstoner 1912 nr 15) Finns på Wikisource.
- O vad är väl all fröjd på jorden (Sionstoner 1912 nr 176, SMF nr 260, Nya psalmer nr 590, EFS-tillägget 1986 nr 769, Lova Herren nr 29)
- Om dagen vid mitt arbete (1861, Sionstoner 1912 nr 210, SMF nr 354) Finns på Wikisource.
- Om han komme i dag (Sionstoner 1912 nr 120, SMF nr 732, Psalm och Sång 1929/31 nr 77)
- Pilgrim, säg mig, var är graven (1859, Lova Herren nr 195, översatt Nicolai Frederik Severin Grundtvigs text från 1832)
- Pris och ära vare Herren (Sionstoner 1912 nr 90)
- Pris ske dig, Herre (Sionstoner 1912 nr 575, SMF nr 5, Lova Herren nr 9. Sandell översatte 1877 Joachim Neanders text från 1680. Möjligen en variant av översättningen till Herren, vår Gud, är en konung)
- Pris vare dig, o Jesus huld (Svensk Söndagsskolsångbok 1908 nr 83, Sionstoner 1908 nr 614, SMF nr 178)
- På gröna ängar, till lugna vatten (Sionstoner 1912 nr 190)

### R–T
- Re'n bådar morgonstjärnan (Sionstoner 1889 nr 306 och Svensk söndagsskolsångbok 1908 nr 242. Översatt text av Samuel Francis Smith: The Morning Light is Breaking) Finns på Wikisource.
- Samla dem alla (SMF nr 595)
- Samla oss, Jesus, nu i ditt namn (SMF nr 535)
- Samme Jesus, samme Jesus (Herde-Rösten 1892 nr 256)
- Se till mig i nåd (Sionstoner 1889 nr 698)
- Se, vi gå uppåt, till Jerusalem (Sionstoner 1889 nr 731 och SMF nr 465)
- Se, öppen står Guds fadersfamn (SMF nr 185)
- Skall du komma till det rum (SMF nr 211)
- Skulle jag ej vara glad (Sionstoner 1889 nr 333)
- Skynda fort, skynda fort (Sionstoner 1889 nr 128)
- Sköna sabbatsmorgon (Sionstoner 1889 nr 394 = Sköna söndagsmorgon i SMF nr 521)
- Som barn omkring sin faders bord (Metodistkyrkans psalmbok 1896 nr 10) Finns på Wikisource.
- Som Guds Israel i forna tider (Lova Herren 1988 nr 23)
- Stilla, ja allt mer stilla (Sionstoner 1889 nr 233. Ursprungligen publicerad i Budbäraren)
- Stilla, o stilla, Hvila i Jesu frid (Sionstoner 1889 nr 234)
- Stor och härlig var den dagen (Svensk söndagsskolsångbok 1908 nr 58, SMF nr 154 och Lova Herren 1988 nr 202. Diktad 1881) Finns på Wikisource.
- Så glänsande vitt ett täcke av snö (Sionstoner 1889 nr 402)
- Så länge det är dag (SMF nr 183)
- Så mörk är ej natt, så hård är ej nöd (Sionstoner 1889 nr 226)
- Så älskar Gud (Sionstoner 1889 nr 576) Finns på Wikisource.
- Tack för ditt nådesord i Lova Herren 1988 nr 223) Finns på Wikisource.
- Tack, o Jesus, för det rika bordet (Sionstoner 1889 nr 108) Finns på Wikisource.
- Tiden är så kort (Sionstoner 1889 nr 279)
- Till det höga (Sionstoner 1889 nr 726, SMF nr 422 översatt Hans Adolf Brorsons text)
- Tillkomme ditt rike (Sionstoner 1889 nr 292, Svensk söndagsskolsångbok 1908 nr 235, SMF nr 485, Psalm och Sång 1929/31 nr 167  och 1986 års psalmbok nr 100. Skriven 1870) Finns på Wikisource.
- Till verksamhet för Kristi skull (Metodistkyrkans psalmbok 1896  nr 420 och SMF nr 559)
- Tryggare kan ingen vara (Sionstoner 1889 nr 15, Metodistkyrkans psalmbok 1896  nr 393, Svensk söndagsskolsångbok 1908 nr 194, SMF nr 326 och 1986 års psalmbok nr 248, i Psalm och Sång 1929/31 nr 130. Skriven omkring 1850 och bearbetad 1855) Finns på Wikisource.
- Tusen, tusen själar sucka (SMF nr 607)
- Tusen, tusen stjärnor glimma (Sionstoner 1889 nr 282, Metodistkyrkans psalmbok 1896  nr 49, Svensk söndagsskolsångbok 1908 nr 272 och SMF nr 681)
- Tänk på ditt Israel (SMF nr 611)

### U–Ö
- Ungdom, som går ut i världen i (Sångbok för Söndagsskolan 1962 nr 172 under rubriken "Kallelse- och väckelsesånger") Finns på Wikisource.
- Uppslukad i segern är döden förvisst i (Lova Herren 1988 nr 198 under rubriken "Påsk". Diktad 1864)
- Vad det är gott, o Jesus i (Sionstoner 1889 nr 168)
- Vad du vill jag skall försaka i (Sionstoner 1889 nr 264)
- Vad säger de flyende timmarna mig i (Lova Herren 1988 nr 131, diktad 1864–1866)
- Vad är den kraft, vad är den makt i (Sionstoner 1889 nr 99, Svensk söndagsskolsångbok 1908 nr 215 under rubriken "Guds barns trygghet" och SMF nr 174 under rubriken "Guds ord". Översatt Ernst Moritz Arndts text)
- Vad är vårt liv i (Lova Herren 1988 nr 133, diktad 1865)
- Vak upp, vak upp, hör upp i (SMF nr 190 under rubriken "Kallelse och väckelse" alt. Vak upp, vak upp, hör på i Sionstoner 1889 nr 125)
- Var kärleksfull i hemmet i (Svensk söndagsskolsångbok 1908 nr 175 under rubriken "Jesu efterföljelse")
- Var och en har fått i (Sionstoner 1889 nr 268)
- Var är ve? var är sorg i (SMF nr 724 under rubriken "Nykterhet.")
- Var är du? i (Sionstoner 1889 nr 127 och SMF nr 202 under rubriken "Kallelse och väckelse")
- Var är en kristens fosterland i (SMF nr 482 under rubriken "Hemlandssånger", Psalm och Sång 1929/31 nr 241 under rubriken Hemlängtan och evighetshopp. Översättning från engelska av Arthur Penrhyn Stanleys text)
- Vem klappar så sakta i aftonens frid i (Sionstoner 1889 nr 132 och SMF nr 198 under rubriken "Kallelse och väckelse")
- Vem älskar som en moder? i (Svensk söndagsskolsångbok 1908 nr 222 under rubriken "Barndomen")
- Vi sökte väl ro (Sångbok för Söndagsskolan 1962 nr 173 under rubriken "Kallelse- och väckelsesånger") Finns på Wikisource.
- Vid Jesu hjärta, där är lugnt i (Sionstoner 1889 nr 179 och SMF nr 251 under rubriken "Trosvisshet")
- Vilken härlig syn i (SMF nr 730 under rubriken "Kristi återkomst") Finns på Wikisource.
- Vill du gå med till Jesus i (Sionstoner 1889 nr 135)
- Vårsol blickar vänligt ner i (Sionstoner 1889 nr 397)
- Välj du åt mig den väg i (Sionstoner 1889 nr 263)
- Välsignad min trofaste Herre och Gud i (Sionstoner 1889 nr 158)
- Yngling, som går ut i världen i (Sionstoner 1889 nr 411 och Svensk söndagsskolsångbok 1908 nr 84 under rubriken "Guds ord") Finns på Wikisource.
- Är det ringa kall att tjäna i (Sionstoner 1889 nr 265)
- Är det sant att Jesus är min broder i (SMF nr 254 under rubriken "Trosvisshet") Finns på Wikisource.
- Är det ödsligt och mörkt och kallt (Sionstoner 1889 nr 130)